# Dhaka (stad)
Dhaka (ঢাকা, Dhākā; vroeger Dakka, Dacca) is de hoofdstad van Bangladesh. De stad ligt in het district Dhaka, dat weer deel uitmaakt van de divisie Dhaka.
Bij de volkstelling van 2022 had de stad zelf 15.210.851 inwoners en is daarmee de grootste stad van het land. In het gehele verstedelijkte gebied Groot-Dhaka, incl. Gazipur en Narayanganj, wonen 23,1 miljoen mensen. Hiermee is het qua grootte de 10e metropool van de wereld.
Dhaka ligt aan een zijtak van de rivier Dhaleswari, in het hart van het grootste jutegebied ter wereld. Het omringende gebied is zeer dichtbevolkt en wordt dikwijls getroffen door hevige overstromingen als gevolg van moessons. De gemiddelde temperatuur is 25 °C.
Dhaka is verdeeld in een oude stad en een nieuwe stad.

## Geschiedenis

### Het boeddhistische en hindoekoninkrijk
Reeds in de 7e eeuw bestond er een nederzetting in het gebied dat nu Dhaka is. Het kleine gebied werd bestuurd door het boeddhistische koninkrijk van Kamarupa en het Palarijk voordat de overheersing in de 9e eeuw overging naar hindoeïstische Sena-dynastie. De naam is mogelijk ontleend na de in de 12e eeuw door Ballal Sena opgerichte Dhakeshwari-tempel. De stad zelf bestond uit een paar marktcentra zoals Lakshmi Bazar, Shankhari Bazar, Tanti Bazar, Patuatuli, Kumartuli, Bania Nagar en Goal Nagar. Na de val van het Sena-rijk, werd Dhaka achtereenvolgens geregeerd door het Sultanaat van Bengalen onderbroken met gouverneurs van het Sultanaat van Delhi.

### Mogolrijk
In het begin van de 17de eeuw maakte Oost-Bengalen nog geen deel uit van het Mogolrijk. In 1608 stelde keizer Jahangir de 38 jaar oude Islam Khan Chisti aan tot goeverneur (Subahdar) van Bengalen met als doel het hele gebied te onderwerpen aan het Mogolgezag. Hieraan gingen al 12 mislukte expedities vooraf onder keizer Akbar de Grote tussen 1576 en 1605. De belangrijkste tegenstanders van het veroveringsproject waren de Baro-Bhuyan (samenwerkingsverbanden van krijger-landeigenaars) en de Afghanen. Op de eersten onder leiding van Musa Khan veroverde hij in 1610 Dhaka. Om strategische redenen verplaatste hij meteen zijn hoofdstad daarheen en doopte de stad om tot Jahangirnagar. Een jaar later waren de Baro-Bhuiyan onderworpen, en vervolgens de Afghanen. Islam Khan overleed in 1713.

### Latere geschiedenis
Dhaka bleef tot 1704 de hoofdstad van Bengalen. Voor de stad in 1765 onder gezag van het Verenigd Koninkrijk kwam was Dhaka een handelscentrum voor Britten, Fransen en Nederlanders. Op 8 augustus 1874 werd de eerste steen gelegd voor een waterleidingnet.
De stad telde in 1881 79.076 inwoners; vrijwel evenveel hindoes als moslims. Dhaka was destijds de belangrijke handelsplaats voor rijst uit de delta, voor indigo en hout uit Tippera en voor thee uit Assam. Tijdens het Brits bestuur was de stad vestigingsplaats van veel ambtelijke diensten en scholen. Opmerkelijk was het olifantendepot. In 1905 werd Dhaka weer de hoofdstad van Bengalen. In 1956 werd Dhaka de hoofdstad van Oost-Pakistan.
Dhaka werd in 1971 de hoofdstad van Bangladesh toen het land onafhankelijk werd van Pakistan. Tot 1982 werd de naam in het Latijnse alfabet gespeld als Dacca.

## Bevolkingsaantal
Bij het vermelden van bevolkingsstatistieken moet het gebied waarop de statistieken slaan, precies afgebakend worden. De stad Dhaka is het gebied onder de bevoegdheid van wat sinds 1991 de Dhaka City Corporation (DCC) heet. De Dhaka Statistical Metropolitan Area (DSMA) is een creatie van het Nationaal Bureau voor de Statistiek (Bangladesh Bureau of Statistics, BBS) ten behoeve van de volkstelling van 1980. Ze werd in 1991 hernoemd tot Dhaka Megacity. en omvat naast de DCC ook de gemeenten Kadamrasul, Gazipur, Narayanganj, Siddirganj, Savar en Tongi en 68 aangrenzende unions die in de statistieken worden vermeld als Other Urban Areas (OUA). De bevolking van deze twee gebieden is als volgt geëvolueerd:

### Dhaka City Corporation
| jaar | gezinnen  | bevolking | dichtheid | verhouding m/v |
| ---- | --------- | --------- | --------- | -------------- |
| 1961 | 61 983    | 368 575   | 10 840    | 145            |
| 1974 | 197 361   | 1 403 259 | 38 979    | 140            |
| 1981 | 367 513   | 2 475 710 | 18 755    | 141            |
| 1991 | 574 807   | 3 612 850 | 23 475    | 131            |
| 2001 | 1 109 514 | 5 327 306 | 34 629    | 131            |
| 2011 | 1 580 672 | 7 033 075 | 49 182    | 131            |

### Dhaka Megacity
| jaar | gezinnen  | bevolking  | dichtheid | verhouding m/v | geletterdheid |
| ---- | --------- | ---------- | --------- | -------------- | ------------- |
| 1951 | -         | 411 279    | 4 815     | 165            | –             |
| 1961 | 127 710   | 718 766    | 5 796     | 154            | –             |
| 1974 | 341 167   | 2 068 353  | 6 156     | 137            | –             |
| 1981 | 527 311   | 3 440 147  | 8 547     | 139            | 48.1          |
| 1991 | 1 088 378 | 6 487 459  | 4 795     | 126            | 57            |
| 2001 | 1 920 682 | 9 672 763  | 7 055     | 125            | 65.1          |
| 2011 | 3 232 683 | 14 509 100 | 10 484    | 113            | 67.3          |

## Bezienswaardigheden
Dhaka kent meer dan zevenhonderd moskeeën en historische gebouwen, waaronder:
- de Dhakeshwari-tempel ("Tempel van de Verborgen godin"); een tempel uit de twaalfde eeuw waaraan de stad mogelijk haar naam heeft ontleend.
- de Zevenkoepelige moskee uit de elfde eeuw
- het Bara Katra-paleis uit 1644. Het werd gebruikt als een "caravanserai".
- het Fort van Aurangabad (ook wel Lal Bagh Fort genoemd) uit 1678.
- de Khan Mohammad Mridha-moskee, in gebruik 1704-1705
- het gebouw van het Nationaal Museum, ontworpen door architect Louis Kahn (1901-1974). Het museum bezit beelden en schilderingen uit de hindoe-, boeddhistische en moslimperioden; munten; ivoor en zilveren filigraanwerk.
- het Parlementsgebouw ontworpen door architect Louis Kahn (1901-1974), gebouwd in de periode 1963-1984; het is het grootste parlementsgebouw ter wereld.

## Economie
Dhaka is het industriecentrum, het economisch centrum en het bestuurscentrum van Bangladesh en is een handelscentrum voor jute, oliezaden, suiker en thee. De belangrijkste producten zijn textiel en jute-producten. Ook rijstpellerijen nemen een belangrijke plaats in. Dhaka is beroemd wegens zijn kunstnijverheid. De plaats Narayanganj, 16 kilometer ten zuidoosten van Dhaka, fungeert als haven voor de stad.
De universiteit van Dhaka werd op 1 juli 1921 geopend in de wijk Ramna. Ook de andere onderwijsinstellingen en landbouwonderzoeksinstituten zijn in de stad gevestigd.

## Transport
Het transport in Dhaka bestaat uit een mix van auto's, bussen, riksja's, motorfietsen en voetgangers, die allemaal strijden om ruimte binnen een omgeving waar files een dagelijkse uitdaging vormen. De gemiddelde verkeerssnelheid is minder dan zeven kilometer per uur, waarmee Dhaka een van de langzaamste steden ter wereld is. Dhaka wordt wel de "de riksjahoofdstad van de wereld" genoemd, de karretjes zijn zeer populair en alomtegenwoordig en zeer geschikt voor de smallere straten. Het busvervoer in de stad is ongeorganiseerd, en in handen van vele verschillende bedrijven. Motoren worden populairder als vervoermiddel, deels vanwege het aanbod van gezamenlijk delen. Het private autobezit blijft relatief gering.
Er wordt gewerkt aan het aanpakken van deze transportproblemen, met verschillende initiatieven die gericht zijn op het verbeteren van de efficiëntie en duurzaamheid van Dhaka's transportnetwerk. Grote projecten, zoals de bouw van de metro van Dhaka, fly-overs en speciale busbanen, zijn gaande om de verkeerslast te verlichten en betrouwbaardere opties voor openbaar vervoer te bieden.

## Georganiseerde misdaad
De bevolking van Bangladesh is etnisch homogeen. De cultuur is een mengeling van de Hindoe- en Boeddhistische erfenis met moslimgebruiken. De maatschappij wordt beheerst door een kastensysteem dat zowel territoriale als hiërarchische kenmerken vertoont; de sociale mobiliteit blijft gering. Een hoeksteen van de maatschappij is de relatie cliënt-patroon. In die context, en gegeven dat de meeste Dhakkanen in sloppenwijken wonen, vindt de georganiseerde misdaad een rijke voedingsbodem.
Karakteristiek voor Dhakka is de rol van straatkinderen die zowel slachtoffers als daders zijn. Een regeringsstudie uit 2001 schatte het aantal straatkinderen in Bangladesh op 500 000, waarvan 70% in de hoofdstad, maar door de gebrekkige informatie zou het werkelijke getal tot 2 miljoen kunnen oplopen. De typische maffiabaas is de mastaan, een sterke man die nauwe banden onderhoudt met de politiek en met de politie. Kinderen worden in dienst genomen om wapens te vervoeren, drugs te verkopen, afpersingsgeld op te halen, landroof te ondersteunen, huurmoorden uit te voeren en politiek geweld te bedrijven.

## Galerij

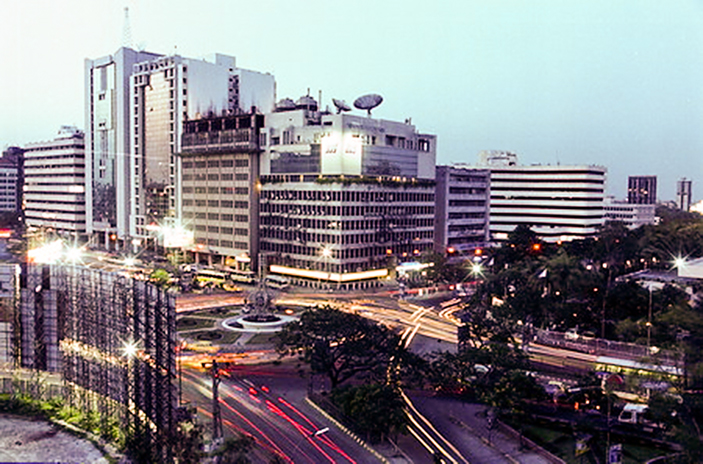
Karwan Bazar, een van de zakenwijken van Dhaka